# 플레이아데스 성단
플레이아데스 성단(Pleiades star cluster)은 황소자리에 위치한 B형 항성들의 산개 성단이다. 서양에서는 일곱 자매 별(Seven Sisters)로 더 알려져 있다. 메시에 천체 목록에는 메시에 45(M 45)로 등록되어 있다. 지구에 가장 가까운 산개 성단 중 하나이며, 밤하늘에서 육안으로 가장 확실히 알아볼 수 있는 성단이다.

## 구조

### 항성 분포
이 성단은 최근 1억 년 안에 만들어진 매우 뜨겁고 밝은 청색 별들이 가장 두드러지게 보인다.

### 성운
성단 중 가장 밝은 별들 주위로 희미한 반사 성운을 이루는 성간 티끌들은 처음에는 성단의 형성 이후에 남은 물질로 생각되었고, 때문에 마이아의 이름을 딴 마이아 성운(Maia Nebula)으로도 불렸다. 하지만 현재는 성단의 별들이 공간 속을 이동하면서 지나치고 있는 성간 매질 속의, 전혀 무관한 티끌 구름으로 알려져 있다.

## 형성 및 역사
컴퓨터 시뮬레이션 결과, 플레이아데스 성단은 아마 오리온 성운과 유사한 밀집된 배열 속에서 형성이 되었음이 증명되었다.

## 성단의 운명
천문학자들은 이 성단이 향후 약 2억 5,000만 년 동안 유지되다가, 이웃 천체들과의 중력적 상호 작용으로 인해 흩어져 버릴 것으로 추측하고 있다.

## 플레이아데스 관측의 역사

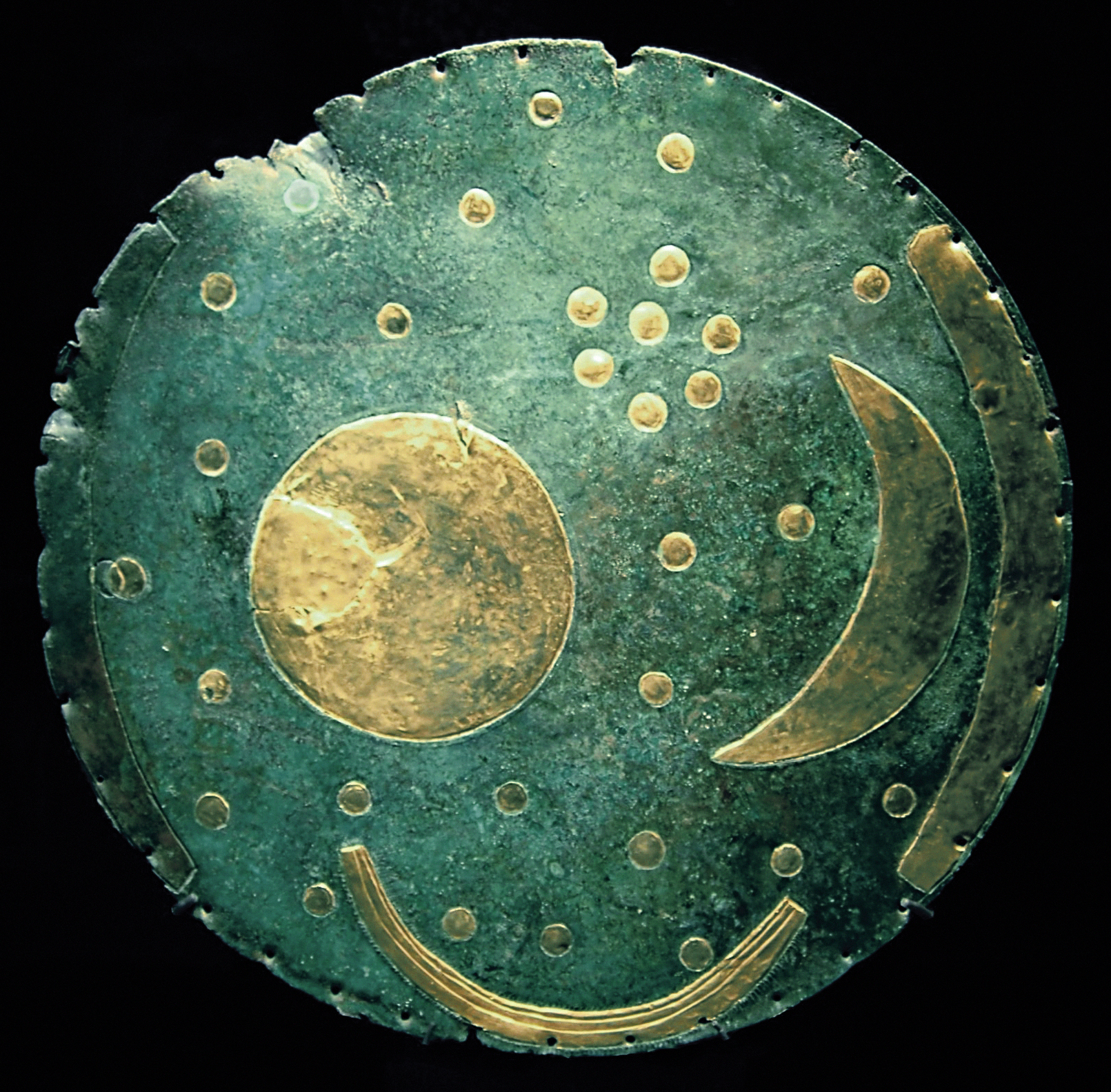
기원전 1600년경의 네브라 원반. 오른쪽 위에 여러 개의 점이 모여 있는 것이 플레이아데스 성단을 나타낸 것으로 추측된다.

플레이아데스 성단은 겨울철 북반구와 남반구 양쪽에서 모두 잘 보이며, 고대로부터 마오리, 어보리진, 페르시아, 중국, 일본, 마야, 아즈텍, 수우, 체로키, 한국 등 전 세계 여러 문화권에 그 존재가 알려져 왔다.

### 바빌로니아
바빌로니아의 항성 일람표에서는 플레이아데스를 "물"(MUL)이라 했다. "물"이란 “별 중의 별”이란 뜻이다. 또한 "물"은 황도대 순서의 가장 앞에 위치했는데, 이로써 플레이아데스 성단이 기원전 23세기경에는 춘분점에 가까운 위치에 있었음을 알 수 있다.

### 네브라 원반
플레이아데스 성단과 묘사한 가장 오래된 물건은 청동기 시대에 만들어진 네브라 원반으로, 그 연대는 기원전 1600년경이다. 고대 그리스의 천문학자들 중 일부는 플레이아데스를 별개의 별자리로 생각하기도 했다.

### 성경 및 예술
헤시오도스와 호메로스의 작품들에 플레이아데스 성단이 언급되며, 성경에도 세 차례(욥기 9장 9절, 38장 31절, 아모스서 5장 8절) 언급된다. 힌두 신화에서 플레이아데스(크리티카)는 전쟁의 신 무루간의 여섯 어미로 특별한 존경을 받았다. 무루간은 여섯 명의 어미에게서 각각 물려 받은 여섯 개의 머리가 있었다고 한다. 일부 이슬람 학자들은 플레이아데스(아스 수라야)가 쿠란의 나짐 수라(장)에서 언급되는 별이 아니겠느냐는 의견을 시사했다.

### 동양
플레이아데스 성단은 중국을 포함 동양에서 고전적으로 7개의 별을 묘성으로 언급된다.

#### 한국
중세기 한국에서는 <동국세시기> 등을 통해서, 묘성, 혹은 좀생이별로 묘사되고 있다.

#### 일본
일본에서는 8세기의 책인 《고사기》와 《만엽집》에 "무츠라보시"(여섯 개의 별)라는 이름으로 플레이아데스가 언급되어 있으며, "스바루"라는 이름으로도 불렀다. 페르시아에서는 나히드라 하였다.

## 거리 측정
히파르코스 위성의 관측 이전까지 지구에서 플레이아데스 성단 까지의 거리는 135 파섹 정도로 측정되었다. 그러나 히파르코스 위성의 시차 측정으로 실제 거리는 118 파섹 정도에 불과함이 알려져 천문학자들을 놀라게 했다. 이후 히파르코스 위성의 거리 측정에 오류가 있음이 밝혀졌으나, 왜 오류가 발생했는지는 제대로 알려져 있지 않다. 현재 보정된 지구에서 성단 까지의 거리는 다시 초기의 값으로 돌아가서 약  135파섹(약 440 광년) 정도이다.

## 지름
플레이아데스 성단의 핵심부 반지름은 약 8 광년 이며, 중력이 미치는 범위 반지름은 약 43 광년이다.

## 구성원

### 항성 수
성단 내에 통계 상 확인된 별들 숫자는 검증되지 않은 쌍성들을 빼도 1천 개가 넘는다.

#### 맨눈 항성 수
성단의 별들 중 밝은 별들은 대부분 뜨겁고 푸른 별들로 이들 중 14개는 관측 조건이 좋으면 맨눈으로 볼 수 있다.

#### 항성들의 배치 상태
밝은 별들의 배치 상태는 큰곰자리, 작은곰자리와 비슷하다. 

### 갈색 왜성
성단 내에는 갈색 왜성들이 많은데 이들은 태양 질량의 8퍼센트 미만에 불과하여 중심핵에서 핵융합을 하지 못해 별이 되지 못한 천체들이다. 갈색 왜성들은 개체 수로는 성단 구성원의 약 25 퍼센트를 차지하나, 질량은 약 2퍼센트 미만이다. 천문학자들은 플레이아데스 성단 및 다른 젊은 성단에 있는 갈색 왜성들을 자세히 연구해 왔는데, 이는 젊은 성단 내 갈색 왜성들은 아직 식지 않아서 많은 열을 뿜어 관측이 용이하기 때문이다. 반면 늙은 성단에 있는 갈색 왜성들은 식어서 어두워졌기 때문에, 전자에 비해 연구하기가 훨씬 더 힘들다.

## 질량
성단의 총 질량은 태양질량의 약 800배 수준이다.

## 나이
성단의 나이는 성단에 대한 헤르츠스프룽-러셀도표를 작성하고, 작성된 도표를 항성 진화의 이론적 모델에 대한 도표와 비교함으로써 추산할 수 있다. 이 기법을 사용하면, 플레이아데스 성단의 나이는 7천 5,000만 년에서 1억 5,000만 년 사이로 추산된다. 추정치의 범위가 매우 넓은 것은 항성 진화 모델이 불확실하기 때문이다.
성단의 나이를 셈하는 또다른 방법은 최소 질량의 천체에 주목하는 것이다. 평범한 주계열성에서는 리튬이 핵융합 반응에 의해 빠르게 소모된다. 하지만 갈색왜성은 리튬을 계속 유지할 수 있다. 리튬의 발화점이 2백 5십만 켈빈으로 매우 낮기 때문에, 최상 질량의 갈색왜성은 결국에는 그 리튬을 태우게 된다. 따라서 성단 내 리튬이 남아 있는 갈색왜성 중 제일 무거운 개체의 질량을 알면 성단의 나이를 알 수 있다. 이 기법을 사용해 추산한 플레이아데스성단의 나이는 약 1억 1천 5백만 년이다.
플레이아데스성단은 현재 오리온자리의 발 방향으로 천천히 움직이고 있다. 대부분의 산개성단들이 그러하듯, 플레이아데스의 별들이 영원히 서로 중력적으로 묶여 있지는 않을 것이다. 어떤 별이 다른 별과 가까이 마주치면 한 별이 튕겨나갈 수도 있고, 중력장의 조석으로 인해 찢어질 수도 있다. 계산 결과 성단이 완전히 흩어지는 데는 약 2억 5천만 년이 걸린다. 이때 거대분자운 및 우리 은하의 나선팔과 성단 사이에 일어나는 중력적 상호작용은 성단의 해체를 더욱 부채질할 것이다.

## 반사 성운기

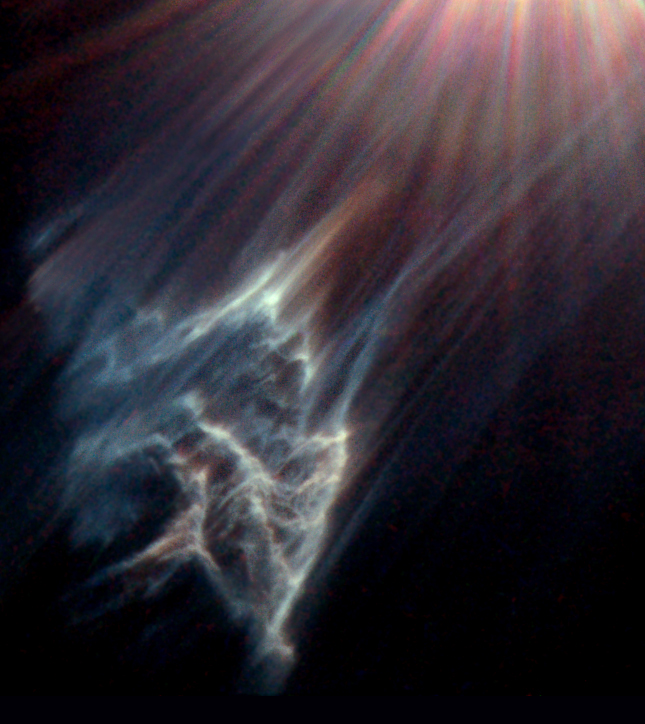
허블우주망원경이 촬영한 메로페 근처의 반사 성운기(IC 349).

관측 상황이 이상적이라면, 성단 주위로 성운끼의 기미가 보일 수 있으며, 장기간 노출 촬영을 하면 확실하게 알아볼 수 있다. 이 성운끼는 뜨겁고 젊은 별의 푸른 빛을 반사하는 반사성운이다.
예전에는 이 티끌 덩어리가 성단의 형성 과정에서 남은 물질들이라고 생각되었다. 하지만 성단의 나이가 널리 받아들여지는 대로 1억 년이라면 그 시간 동안 거의 모든 티끌이 별들의 복사압에 의해 흩어졌을 것이다. 때문에 이 성운은 성단이 형성되고 남은 것이라기보다는, 그저 성단이 성간매질의 티끌이 밀한 공간을 우연히 지나고 있을 뿐인 것으로 생각된다.
연구 결과, 성운끼의 원인이 되는 티끌은 균일하게 분포하고 있지 않으며, 성단을 향한 시선 방향을 따라 이루어진 두 개의 층에 주로 집중되어 있음이 밝혀졌다. 이 층들은 티끌이 별들을 향해 움직일 때 복사압으로 인하여 그 속도가 감소함으로써 만들어지는 것일 수 있다.

## 밝은 별들

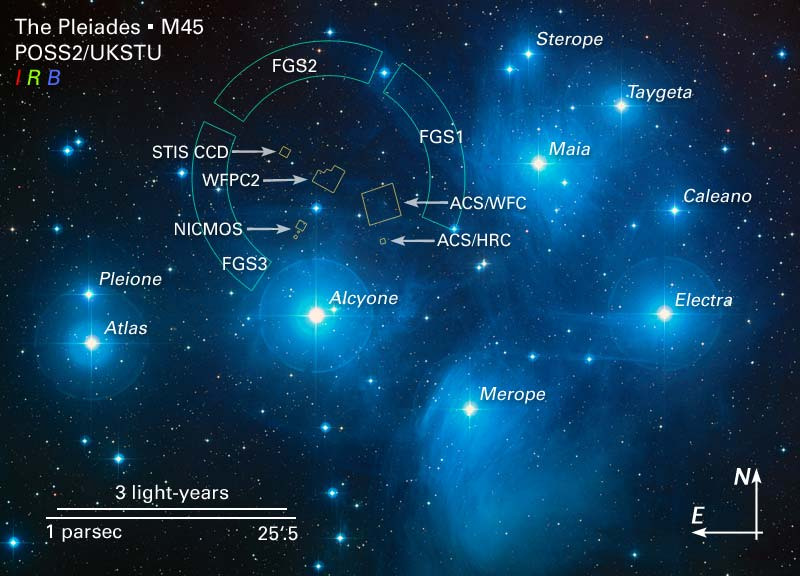
플라이아데스 성단 지도

플레이아데스성단에서 가장 밝게 빛나는 아홉 별들은 그리스 신화의 '일곱 자매'(아스테로페, 메로페, 엘렉트라, 마이아, 타이게테, 켈라에노, 알키오네)와 그녀들의 부모(아틀라스, 플레이오네) 이름이 붙어 있다.
| 이름       | 성표 명칭                  | 겉보기 등급 | 분광형       |
| ---------- | -------------------------- | ----------- | ------------ |
| 알키오네   | 황소자리 에타, 황소자리 25 | 2.86        | B7 IIIe      |
| 아틀라스   | 황소자리 27                | 3.62        | B8 III       |
| 엘렉트라   | 황소자리 17                | 3.70        | B6 IIIe      |
| 마이아     | 황소자리 20                | 3.86        | B7 III       |
| 메로페     | 황소자리 23                | 4.17        | B6 IVev      |
| 타이게타   | 황소자리 19                | 4.29        | B6 V         |
| 플레이오네 | 황소자리 28 (BU)           | 5.09 (var.) | B8 IVep      |
| 켈라에노   | 황소자리 16                | 5.44        | B7 IV        |
| 아스테로페 | 황소자리 21, 22            | 5.64;6.41   | B8 Ve / B9 V |
| —          | 황소자리 18                | 5.65        | B8 V         |

## 행성 존재가능성
스피처우주망원경과 제미니 천문대 북부지소가 촬영한 초적외선 사진을 분석하여, 천문학자들은 플레이아데스성단의 별들 중 하나인 HD 23514(질량과 광도가 태양보다 조금 크다)가 엄청난 양의 뜨거운 티끌입자에 둘러싸여 있음을 발견했다. 이것은 HD 23514 주위에서 행성이 형성되고 있다는 증거가 될 수 있다.

## 같이 보기
- 망원경
  - 스바루 망원경
- 문화
  - 좀생이보기 (강릉)
  - 백호
- 별자리
  - 묘수 (별자리)
  - 황소자리
- 천체
  - 성단
    - 히아데스 성단

  - 소행성
    - 130 엘렉트라 (130 Elektra)
    - 233 아스트로페 (233 Asterope)

  - 메시에 천체
    - 메시에 천체 목록

  - 심원천체